# Seznam korpusov NDH
Seznam korpusov NDH.

## Seznam
- I. korpus
- III. korpus
- II. ustaški korpus
- III. korpus
- III. ustaški korpus
- IV. korpus
- IV. ustaški korpus
- V. korpus
- V. ustaški korpus
- Poglavnikov gardni korpus